# Phialodes
Phialodes es un género de gorgojos de la familia Attelabidae. En 1874 Roelofs describió el género. Esta es la lista de especies que lo componen:
- Phialodes hubeiensis (Legalov, 2008)
- Phialodes rufipennis Roelofs, 1874
- Phialodes tumidus (Zhang, 1995)